# Mario Álvarez (cantante)
Mario Álvarez Fernández (Oviedo, 19 de noviembre de 1985), conocido simplemente como Mario Álvarez, es un cantante, compositor y presentador español.
Empezó a ser popular tras conseguir el primer puesto en la edición de 2009 del concurso televisivo Operación Triunfo. En 2010 publicó su primer trabajo Voy a ser yo. En 2018 anuncia en redes sociales que está preparando su segundo álbum discográfico.

## Biografía y trayectoria profesional
A los quince años era vocalista del grupo Static Dasters. Dio varios conciertos con sus compañeros, pero en septiembre de 2004 decide abandonar el grupo para integrarse como vocalista en la Orquesta Grupo Tekila, una de las orquestas más importantes de Asturias.

### 2009: Operación Triunfo
Cinco años después, en 2009, dejó ese trabajo para empezar estudios de canto, música y piano en el Centro Musical Ángel Muñiz Toca, centro adscrito al Conservatorio Superior de Música Eduardo Martínez Torner de Oviedo, e interpretación en la  Escuela Superior de Arte Dramático de Asturias en Gijón.  Los interrumpió tras ser elegido como aspirante en el casting para Operación Triunfo 2009.
El jurado valoró tanto su capacidad vocal como sus movimientos sobre en el escenario. Fue nominado en una ocasión para expulsión por el jurado, pero obtuvo el apoyo unánime de sus compañeros para que continuase. El 21 de julio Mario Álvarez fue proclamado ganador de OT 2009 sobre su compañera Brenda Mau, con un 50,5% de las votaciones, consiguiendo así el premio de 30 000 euros y la producción de su primer disco con la discográfica Vale Music. Al finalizar, Mario participó en la gira española de OT 2009 con sus compañeros de concurso.
El club de fútbol Real Oviedo de su ciudad natal le nombró «socio de honor».

### 2010 - 2011:Voy a ser yo
Tras varias apariciones en la Televisión Autonómica del Principado de Asturias empezó la producción de su primer disco. Su primer sencillo, de estilo Pop latino, se tituló Voy a ser yo y fue lanzado al mercado a finales del año 2010, acompañado de un videoclip.

### 2012 - 2013:Tiempo al tiempoyMe equivoqué
Durante estos años el artista se estrena como compositor y lanza unos sencillos probando estilos como el dance.

### 2014:Televisión
En 2014 debuta como presentador de televisión del programa Orquesta Principado Siglo XIX de la Radio Televisión del Principado de Asturias

### 2015 - 2018
Colabora con artistas como Luis Fonsi, Soraya o Gemeliers.Es vocalista principal de la "Orquesta Panorama" desde enero de 2016, además de seguir como presentador del programa "Orquesta Siglo XXI" en TPA, del cual lleva al mando desde sus inicios en 2014.
A finales de febrero de 2018 anuncia en sus redes el próximo lanzamiento de su nuevo disco, con un adelanto, Entre tu y yo presentado en el programa De hoy no pasa de la TPA

### 2018 - Actualidad
En abril de 2018 es nominado como mejor presentador Asturiano en los premios GAVÁ celebrados en el Teatro Campoamor. En la actualidad está grabando una nueva edición de OPSXXI y preparando la gira 2024 con la orquesta Panorama. [cita requerida]

## Discografía

### Álbumes de estudio
- 2009: Música, el álbum de OT. Universal Music Spain.
- 2010: Voy a ser yo. Universal Music Spain. 25 de enero de 2011
- 2018: Nuevo trabajo discográfico

### EP
- 2012: Tiempo al Tiempo. Goal Songs
- 2013: Me equivoqué. Goal Songs

### Sencillos
| Voy a ser yo     | - Fecha de lanzamiento: 2011 - Discográfica: Universal Music Spain | - Voy a ser yo     |
| Tiempo al tiempo | - Fecha de lanzamiento: 2012 - Discográfica: Goal Songs            | - Tiempo al tiempo |
| Me equivoqué     | - Fecha de lanzamiento: 2013 - Discográfica: Goal Songs            | - Me Equivoqué     |
| Entre tu y yo    | - Fecha de lanzamiento: 2018 - Discográfica:                       | - TBA              |

## Vídeos musicales
| Año  | Canción          | Dirección |
| ---- | ---------------- | --------- |
| 2011 | Voy a ser yo     | -         |
| 2012 | Tiempo al tiempo | -         |
| 2013 | Me equivoqué     | -         |

## Televisión
- 2009: Operación Triunfo en Telecinco, Concursante y ganador
- 2014 - actualidad: Orquesta Siglo XXI en  TPA, Presentador

## Giras

#### Con Operación Triunfo
- Gira OT 2009

#### Con la Orquesta Panorama
- 2016: Happy Tour y Panorama Kids
- 2017: Dreams Tour
- 2018: Deluxe tour
- 2019: Number One Tour
- 2022: Play Tour
- 2023: Life&Music Tour
- 2024: IA Tour
- 2025: Epic Tour